# Союзы возвращения на родину
Союзы возвращения на Родину — организации, возникшие в США, Франции, Болгарии (самый крупный Союз был в Софии) в среде белых эмигрантов после издания декретов ВЦИК от 3.11.1921, ВЦИК и СНК от 9.06.1924 об амнистии участников белого движения. Союзы помогали вернуться тысячам беженцев

## История организации
Первая волна вернувшихся в Россию в 1921 году насчитывала 121343 человека, а всего в период с 1921 по 1931 год вернулось 181432 человека. Дальнейшая судьба вернувшихся, за немногими исключениями, была трагической: белые офицеры и военные чиновники часто расстреливались сразу по прибытии

, а часть унтер-офицеров и солдат оказалась в северных лагерях (существовавших ещё до создания ГУЛАГа). Обманутые возвращенцы обращались к белым эмигрантам с призывами не верить гарантиям большевиков, искали защиты у комиссара по делам беженцев при Лиге наций Фритьофа Нансена. В результате появился нансеновский паспорт, признававшийся 31 государством, по которому более 25 тысяч россиян поселились в США, Австрии, Бельгии, Болгарии, Югославии и других странах.
Большая часть белой эмиграции стала категорическим противником возвращения эмигрантов в Советский Союз и вступила в идейную борьбу против агитации Союзов возвращения на Родину, выдвинув в качестве антипода возвращенчества идею непримиримости. Наиболее активно с позиции непримиримости выступил Русский Обще-Воинский Союз (РОВС) — крупнейшая организация белого зарубежья, основанная генералом П. Н. Врангелем.

## Участники организации
- Эфрон Сергей Яковлевич- публицист, литератор.